# Ferdinand Schleicher
Ferdinand Alois Schleicher (Luby, 21 de julho de 1900 — Dortmund, 8 de junho de 1957) foi um engenheiro civil alemão.